# Boryszynek
Boryszynek – opuszczona osada w Polsce, położona w województwie lubuskim, w powiecie świebodzińskim, na północnym krańcu gminy Lubrza. Znajduje się w połowie drogi pomiędzy Boryszynem, a Zarzyniem, około 1 km na zachód od szosy.
Ostatni mieszkańcy opuścili osadę, przeprowadzając się do pobliskiej Sieniawy. Zabudowania mieszkalne popadły w ruinę. Obecnie do dawnej osady nie prowadzi żadna utwardzona droga.
W latach 1975–1998 miejscowość należała administracyjnie do województwa zielonogórskiego.